# Johann Wilhelm Reinhardt (Kammerdirektor)
Johann Wilhelm Reinhardt (geboren 4. Juni 1627 in Langendorf; gestorben 18. August 1703 in Merseburg) war ein sachsen-merseburgischer Kammerdirektor und bürgerlicher Rittergutsbesitzer.

## Leben
Er war der Sohn von Simon Reinhardt und dessen Ehefrau Rosina geborene Kühlewein aus dem früheren Klosterdorf Langendorf bei Weißenfels. Im Jahre 1677 ist Reinhardt bereits als fürstlich-sachsen-merseburgischer Kammerrat nachweisbar. Zu diesem Zeitpunkt befand er sich bereits im Besitz des im Amt Weißenfels gelegenen Rittergutes Webau, das zuvor der Adelsfamilie von Wahren gehört hatte. Spätestens 1696 war Reinhardt bereits zum Kammerdirektor des Herzogs Johann Georg von Sachsen-Merseburg aufgestiegen und auch im Besitz des Rittergutes Neukirchen bei Schkopau. Nachdem er am 18. August 1703 gestorben war, wurde die bei seiner Beisetzung gehaltene Leichenpredigt gedruckt.
Johann Wilhelm Reinhardt hinterließ das Rittergut Webau seinen Lehnserben, den beiden Söhnen Christian und Christian Wilhelm Reinhardt, von denen der Erstere das Rittergut Webau übernahm und als Landrat am Hof in Merseburg tätig war. Christian Reinhardt starb am 15. September 1710 auf dem Gut in Webau und hinterließ nur eine Tochter. Henrietta Wilhelmina Reinhardt heiratete den Rechtswissenschaftler Johann Gottfried Bauer und zog zu diesem in die Messestadt Leipzig.